# STC Görlitz
 (décembre 2023).
Si vous disposez d'ouvrages ou d'articles de référence ou si vous connaissez des sites web de qualité traitant du thème abordé ici, merci de compléter l'article en donnant les références utiles à sa vérifiabilité et en les liant à la section « Notes et références ».
Maillots
Le STC Görlitz fut un club allemand de football localisé dans la ville de Görlitz, située de nos jours à la frontière entre l’Allemagne (actuel Länder de Saxe) et la Pologne.
La partie de la ville sur la rive droite de la Neisse est devenue polonaise en 1945 et porte le nom de Zgorzelec.

## Histoire
Un club dénommé  Sportclub Preußen Görlitz fut fondé en 1906. Ce club s’affilia à la Südostdeutscher Fußballverband et fit des apparitions dans la plus haute division de cette fédération entre 1911 et 1914.
En 1914, le club obtint son meilleur classement dans les divisions régionales, mais en demi-finales, le Askania Forst, lui barra sévèrement le chemin (0-9). Ce fut finalement Forst qui, cette année-là, participa à la phase finale du championnat national.
Après l’interruption due à la Première Guerre mondiale, la Südostdeutscher Fußballverband  ne fut pas en mesure de reprendre ses compétitions avant 1919. En 1918, le SC Preußen adopta l’appellation Sport-und Turn-Club Görlitz. Il rejoua dans les ligues régionales à partir de la saison 1920-1921.
Le club recula dans la hiérarchie et ne réapparut parmi l’élite régionale qu’une seule saison, en 1928-1929 .
Après l’arrivée au pour des Nazis, les compétitions sportives furent totalement réorganisées et en particulier celles du Football. Le STC Görlitz fut un des fondateurs d’une des seize Gauligen imposée par le régime hitlérien : la Gauliga Silésie. Il en fut relégué dès la fin de la première saison.
Le club revint dans la Gauliga Silésie en 1939, mais renonça volontairement avant l’ouverture de la saison en raison de difficultés de déplacements causées par la guerre.
En 1941, la Gauliga Silésie fut scindée en deux Gauligen distinctes. Le STC Gölitz participa alors à la Gauliga Haute Silésie, partagée en cinq groupes régionaux pour la saison 1943-1944 Dans son groupe, le STC Görlitz ne joua que cinq rencontres.
Après la chute et la capitulation de l’Allemagne nazie, la Silésie fut attribuée à la Pologne. La partie de Görlitz située sur la rive gauche de la Neisse (actuel Arrondissement de Haute-Lusace-Basse-Silésienne) resta allemande et devint donc, peu après, une partie de la RDA.
En 1945, le STC Görlitz fut dissous et disparut.

## Stade
Le Sport und Turn Club Görlitz joua ses rencontres à domicile à la Schenkendorfplatz ou à la Süd-Sportplatz.